# Драконов гущер
Драконов гущер (Crocodilurus amazonicus) е вид влечуго от семейство Камшикоопашати гущери (Teiidae). Видът не е застрашен от изчезване.

## Разпространение
Разпространен е в Бразилия (Амазонас, Амапа, Мато Гросо, Пара, Рондония и Рорайма), Венецуела, Колумбия, Перу и Френска Гвиана.